# Ostrincola koe
Ostrincola koe is een eenoogkreeftjessoort uit de familie van de Myicolidae. De wetenschappelijke naam van de soort is voor het eerst geldig gepubliceerd in 1961 door Tanaka.